# BMW i
BMW i is een submerk van BMW, opgericht in 2011 met als doel het ontwerpen en produceren van plug-inhybrides. De oorspronkelijke plannen omvatten de release van twee voertuigen: de volledig elektrische BMW i3 stadswagen en de plug-inhybride BMW i8 sportwagen. De conceptversies van beide auto's werden onthuld op de Frankfurt Motor Show in 2009. De massaproductie van de BMW i3 bestemd voor de particuliere klanten ging van start in september 2013, en de Europese marktlancering vond plaats in november 2013, met de eerste retailleveringen in Duitsland.

## Historiek
De eerste BMW i-winkel opende in juni 2012 in de Londense BMW-showroom in Park Lane. De autofabrikant toonde er een geüpdatete versie van de volledig elektrische BMW i3 Concept in première en onthulde ook het conceptmodel van de i Pedelec elektrische fiets. Op 15 november 2013 startten de retailleveringen van de i3 met een speciale ceremonie in München.

## Producten

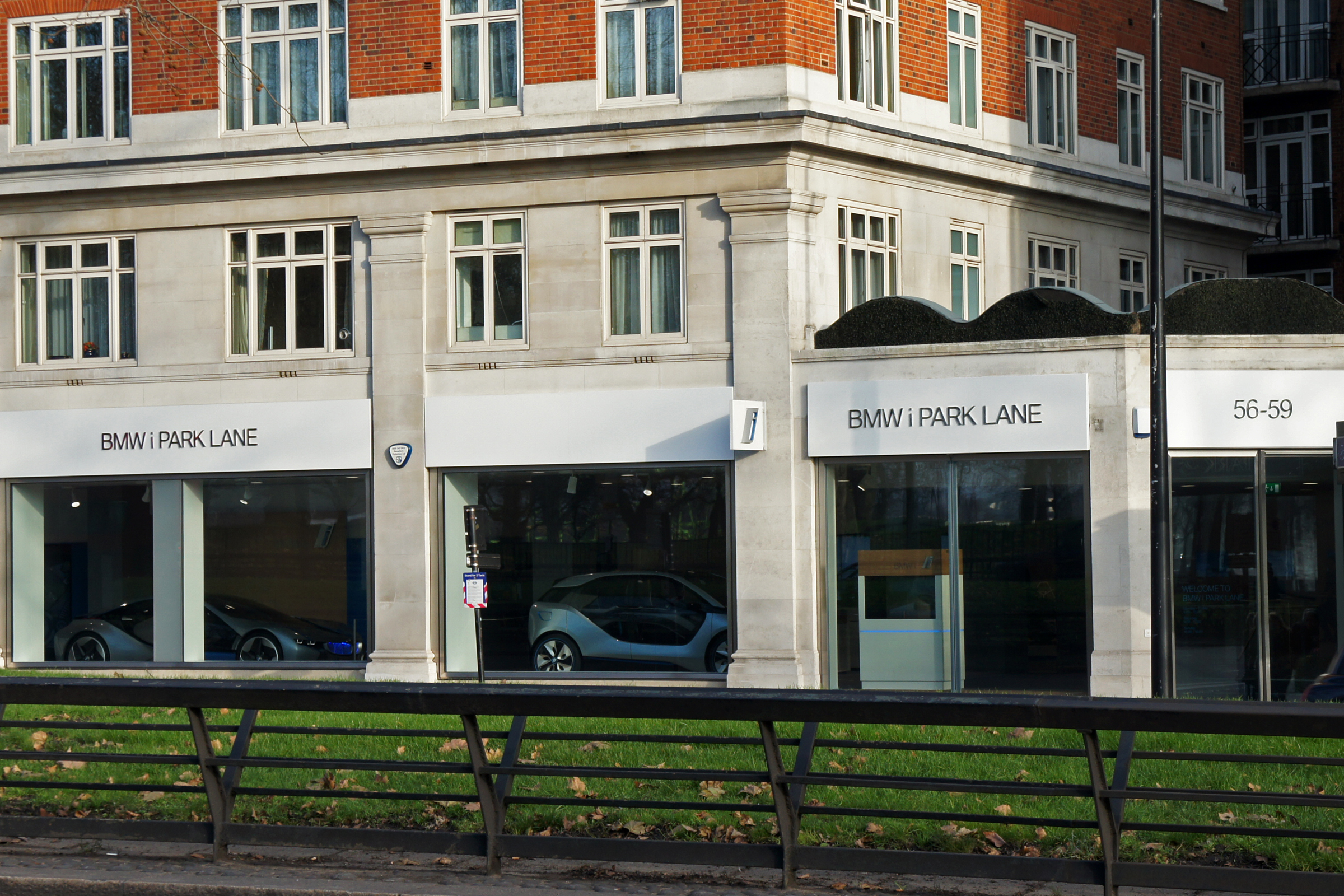
BMW i Park Lane showroom in London.

### BMW i3

#### Design en technologie
De BMW i3 is BMW's eerste emissievrije massageproduceerde auto, en is tevens de eerste massageproduceerde auto op de markt gemaakt uit koolstofvezel, ook bekend als CFRP of carbon. Het voertuig haalt zijn energie uit een elektromotor, die wordt aangedreven door lithium-ion batterijen. De i3 is gebouwd voor dagelijks gebruik, met een volledig elektrisch bereik van 130 tot 160 km. BMW biedt ook een range extender-versie ("REx") aan die aangedreven wordt door een 647cc tweecilinder benzinemotor met een brandstoftank van 9 L, die geactiveerd wordt wanneer het batterijniveau daalt onder een bepaald peil. Deze generator fungeert enkel en alleen om elektriciteit op te wekken om het bereik uit te breiden naar 240 à 300 km.

#### Productie
BMW heeft 100 miljoen USD (ongeveer € 72.675.000) geïnvesteerd voor de bouw van een fabriek in Moses Lake, Washington voor de productie van koolstofvezel die gebruikt wordt voor het exterieur van de auto. De fabriek is gevestigd in een gebied met een uitgebreide toegang tot hydro-elektrische energie of waterkracht. De koolstofvezel wordt vervolgens naar Duitsland verscheept waar het verwerkt wordt, en wordt dan overgebracht naar de auto-assemblagesite in Leipzig, Duitsland. De fabriek in Leipzig wordt overigens volledig aangedreven met behulp van energie van de windmolens die aanwezig zijn op de site.

### BMW i8
De BMW i8 plug-inhybride is de productieversie van het BMW Vision Efficient Dynamics concept die onthuld werd tijdens de Frankfurt Motor Show in 2009. Deze sportwagen heeft een volledig elektrisch bereik van 37 km, of 600 km in hybride-modus. De productie van beide BMW i-auto's in Leipzig ging van start in 2013. De vooras van de wagen wordt aangedreven door een 98 kW sterke elektromotor, terwijl de achteras gebruikmaakt van een 1,5 L driecilinder benzinemotor (172 kW). Gebruik makend van beide energiebronnen sprint hij van 0 tot 100 km/u in een geschatte tijd van minder dan 4,5 seconden. De positionering van de benzine- en elektromotor over de beide assen zorgt voor een 50:50 aslastverdeling die in zijn voordeel speelt.
De productieversie van de i8 werd onthuld tijdens het Frankfurt Motor Show in 2013. BMW is van plan om de i8 in ongeveer 50 landen te verkopen, met naar verwachting de VS als grootste afzetmarkt. In Europa zullen het VK, Duitsland en Frankrijk vermoedelijk tot de topmarkten behoren. De leveringen zijn gepland om van start te gaan in de VS in het tweede kwartaal van 2014.

### LifeDrive-architectuur
Zowel de i3 als de i8 genieten van BMW's LifeDrive-platform, dat gebruikmaakt van lichtgewicht materialen. Beide auto's zijn uitgerust met een aluminium chassis en, in het geval van de i8, zijn de voorruit, het dak, de deuren en de flanken van polycarbonaatglas, terwijl de body een luchtweerstandscoëfficiënt heeft van 0,26.

## Galerie

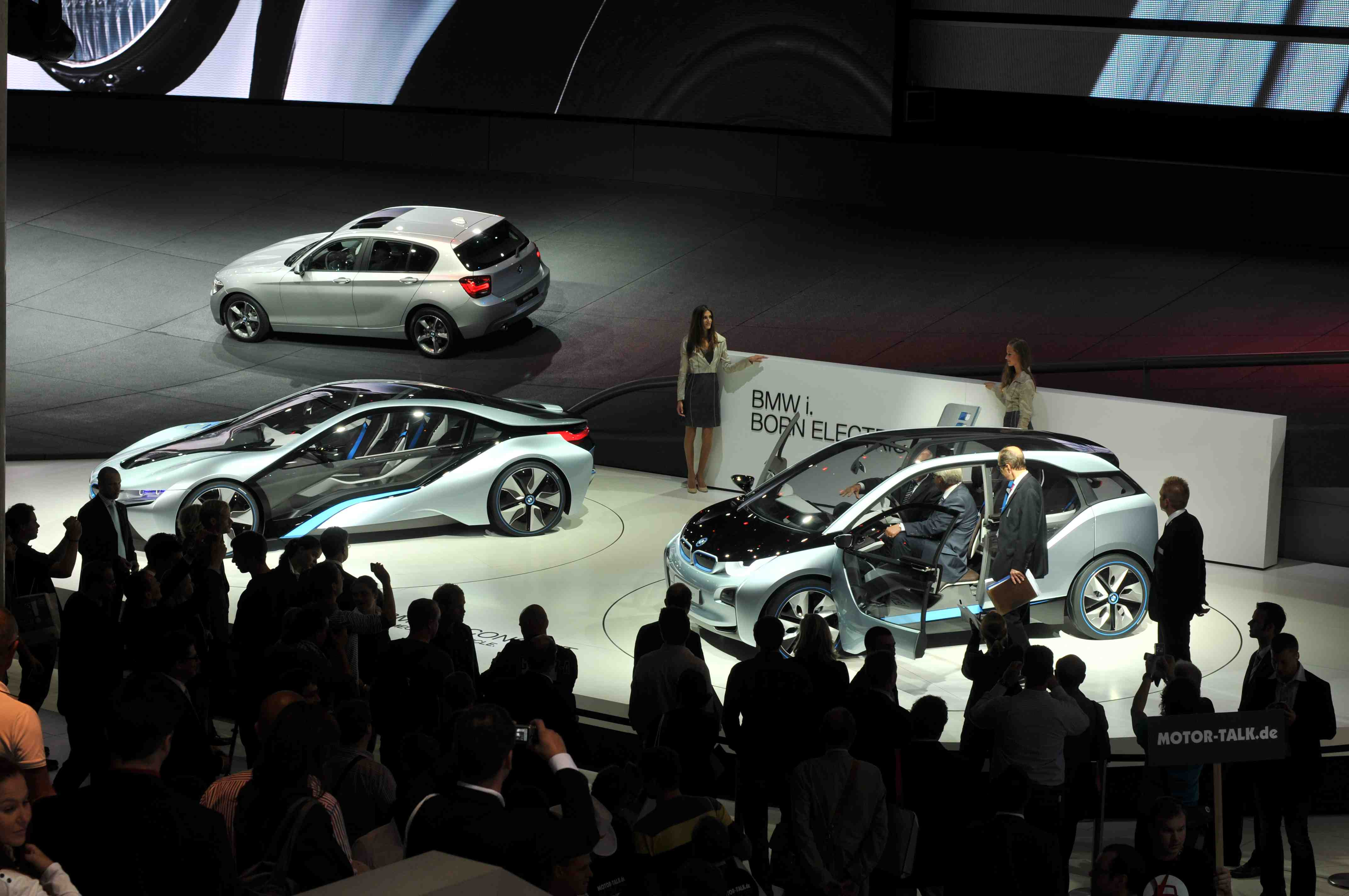
BMW i8 en i3 conceptauto's onthuld op de Frankfurt Motor Show in 2011.
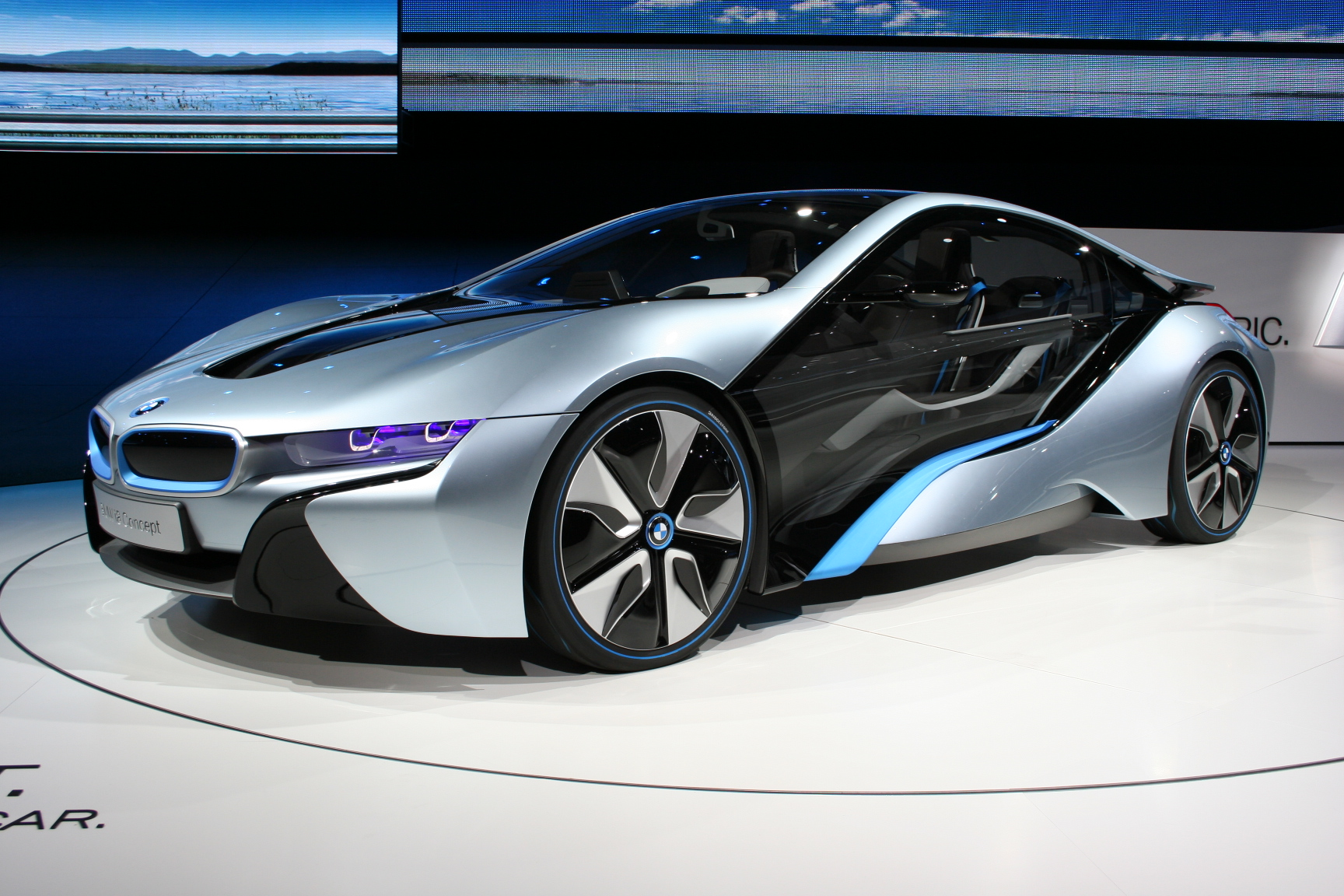
BMW i8 Concept plug-inhybride
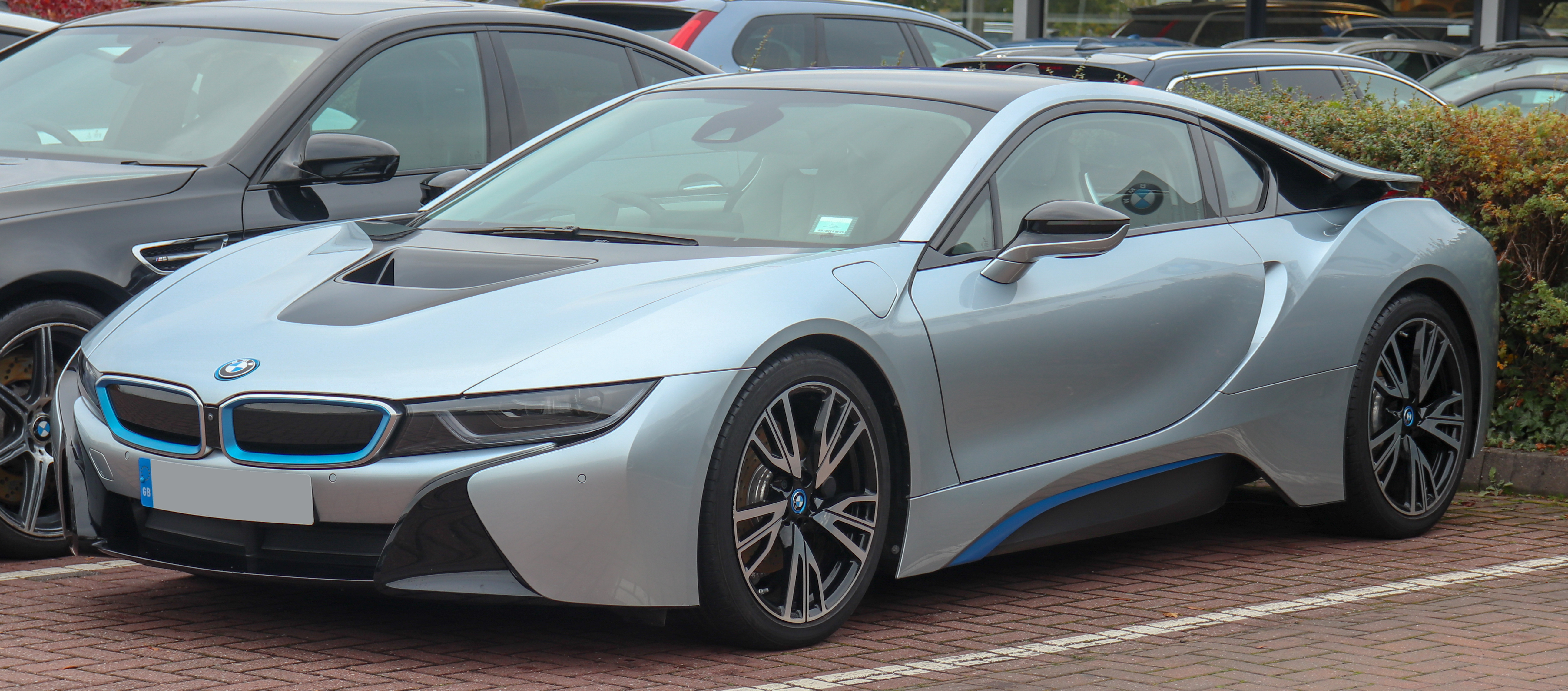
De BMW i8 productieversie
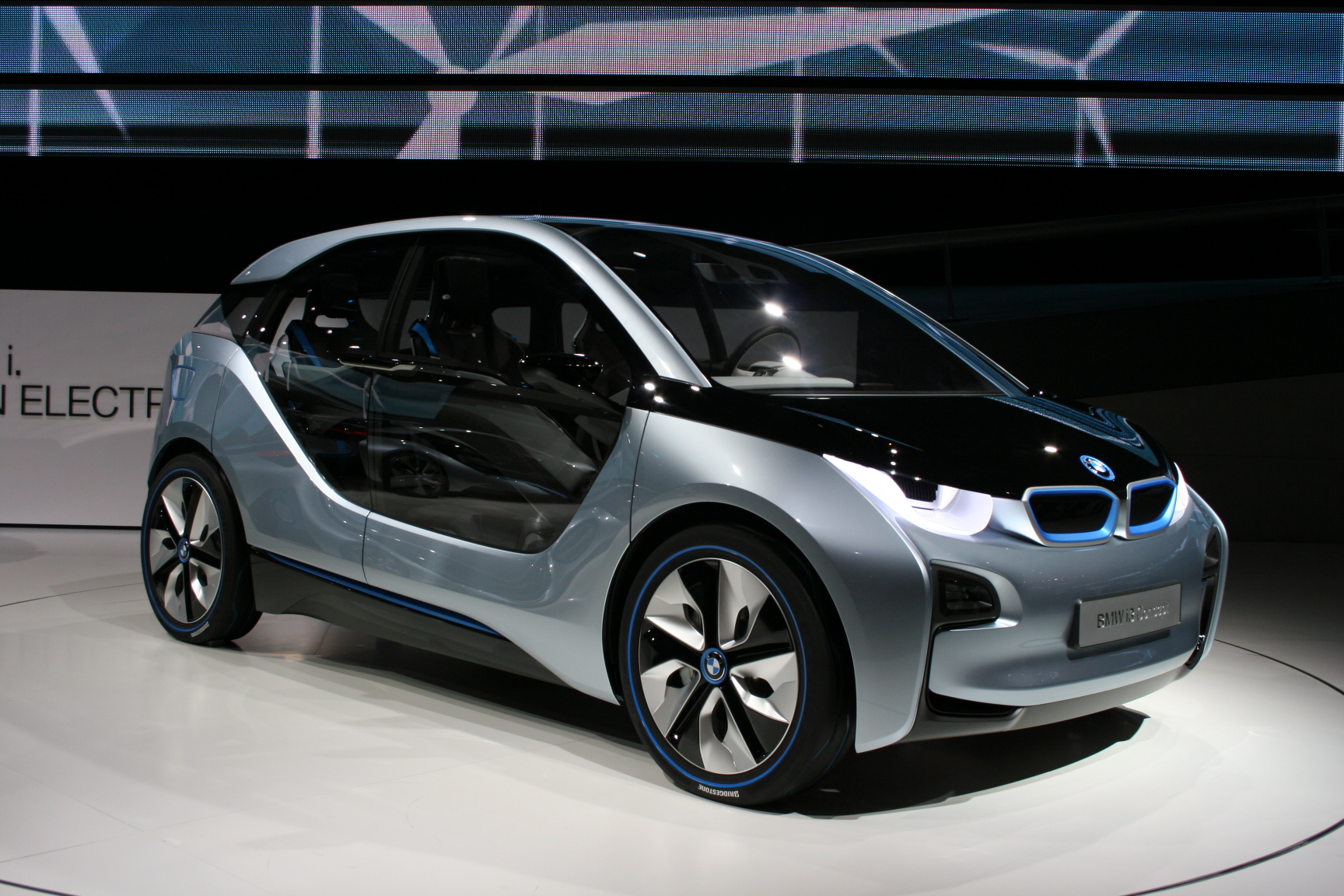
BMW i3 Concept elektrische auto
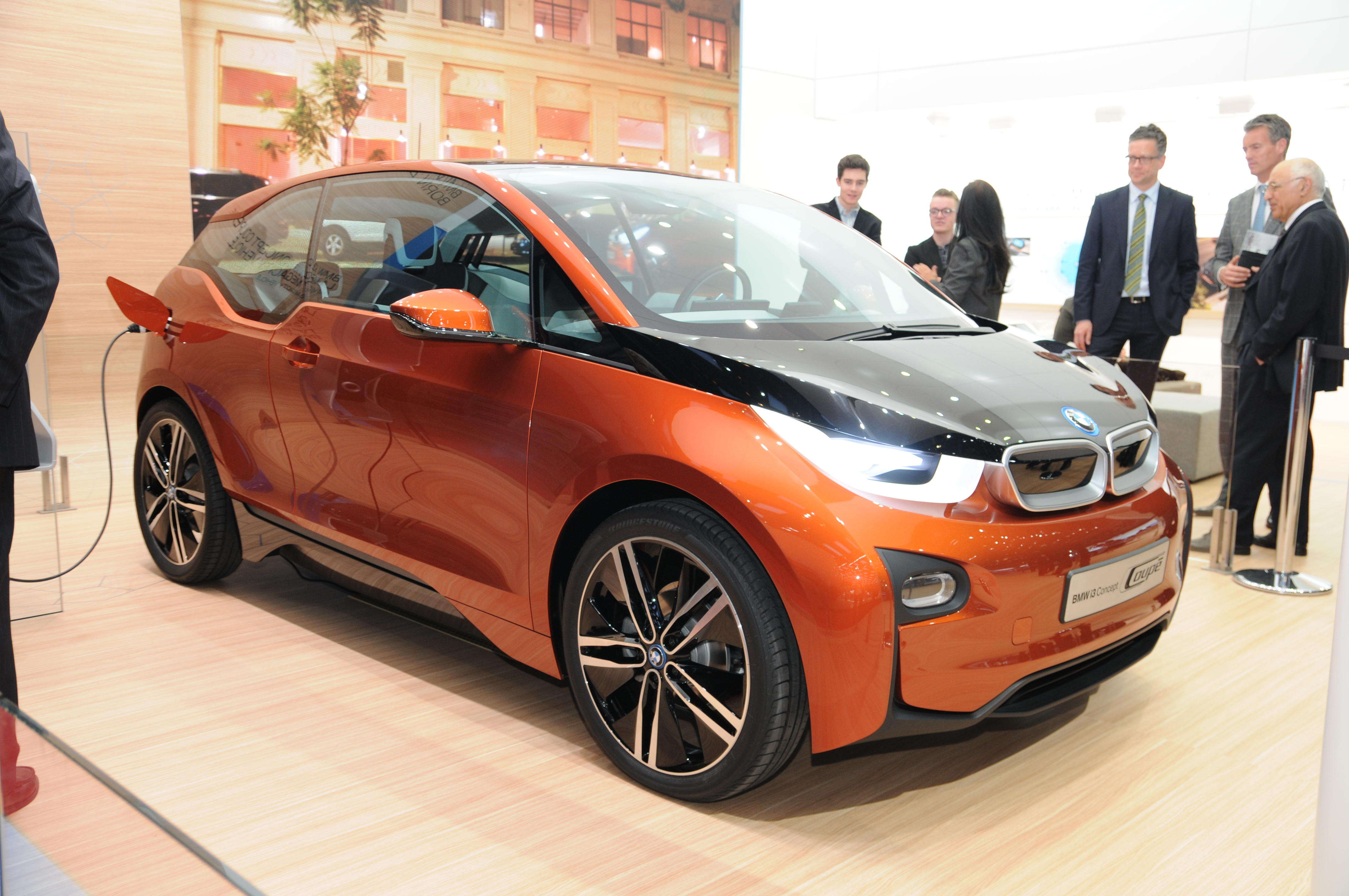
De BMW i3 Concept Coupé tentoongesteld tijdens het Autosalon van Genève in 2013.
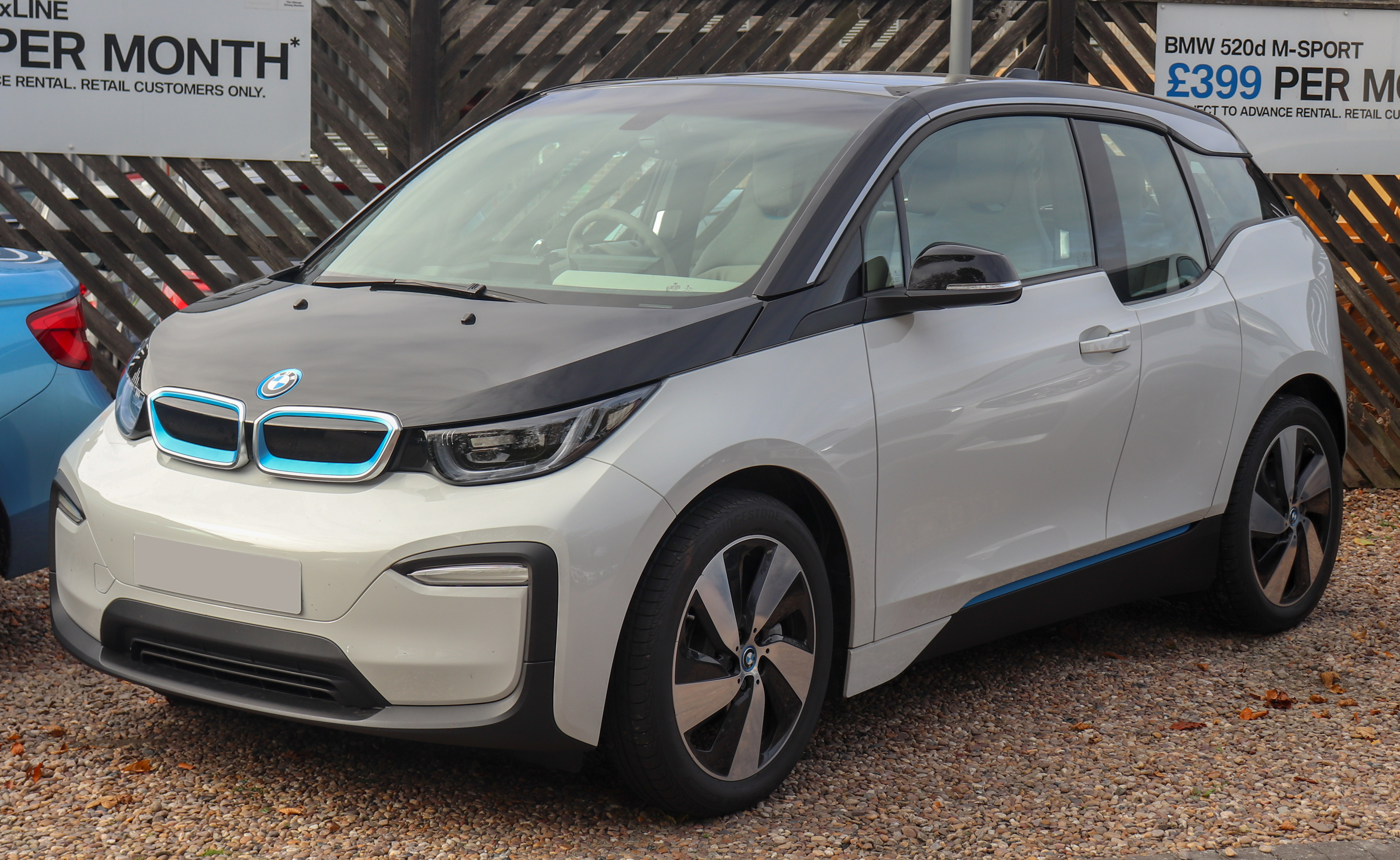
De BMW i3 productieversie
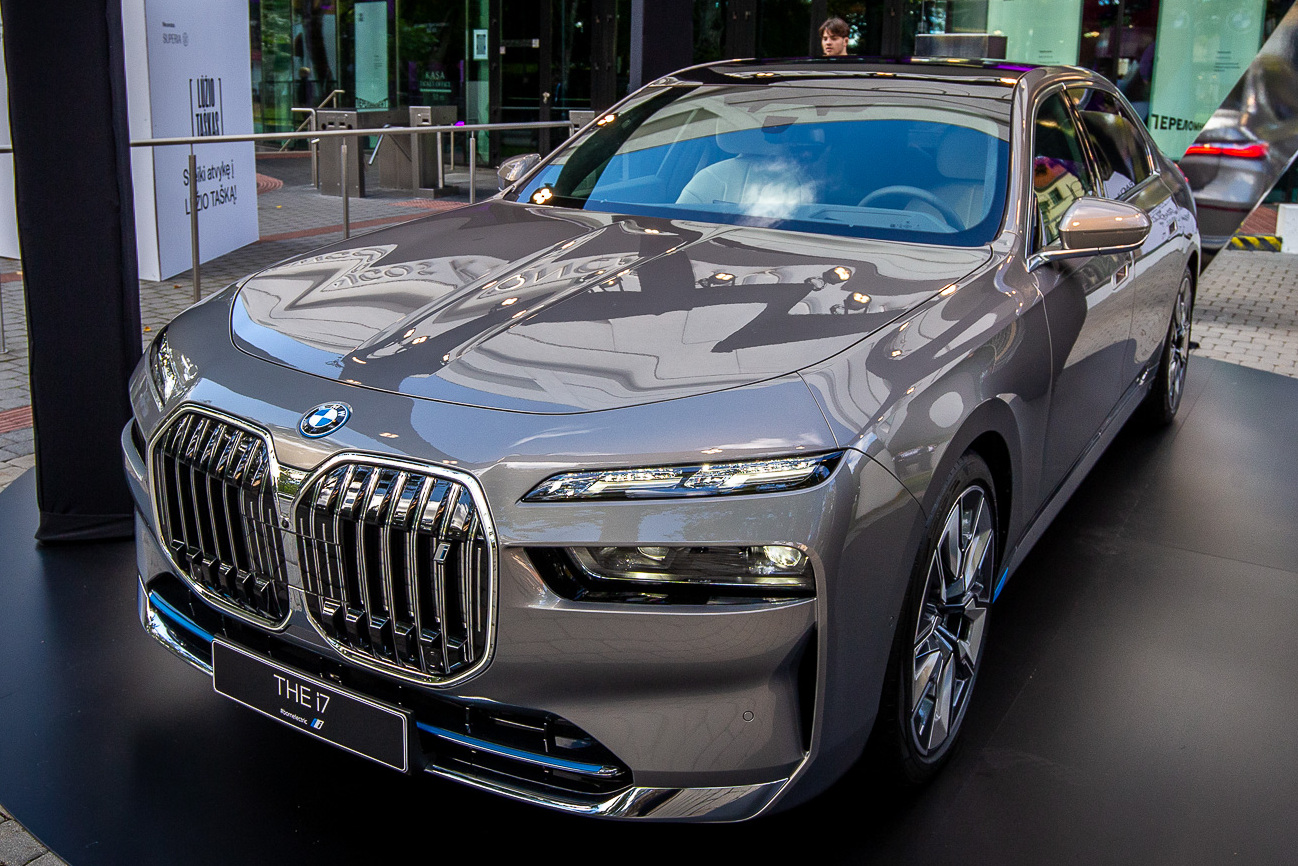
De BMW i7
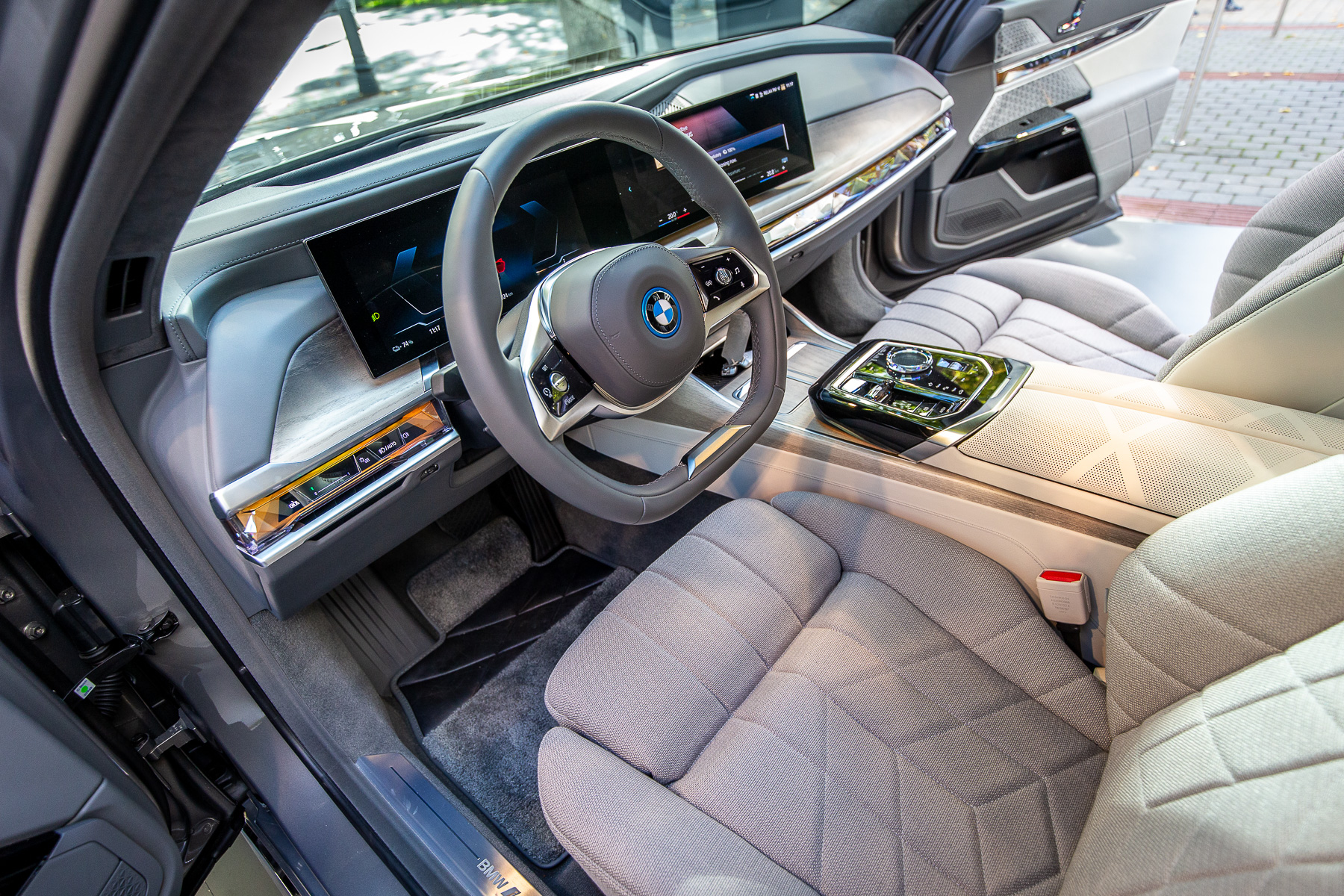
De BMW i7